# Капранов Василь Логвинович
Василь Логвинович Капранов (1904, місто Біла Церква, тепер Київської області — 19 серпня 1950, місто Чернігів) — український радянський партійний діяч, учасник партизанського руху, голова Чернігівського облвиконкому. Депутат Верховної Ради УРСР 2-го скликання.

## Життєпис
Народився у родині робітника-тесляра. Закінчив трудову школу та агропрофшколу. У 1922 році вступив до комсомолу.
У 1922—1923 роках — районний комсомольський організатор Телешівського району Київської губернії. У 1923—1926 роках — секретар Рокитянського районного комітету ЛКСМУ Київської губернії.
Член ВКП(б) з 1926 року.
У 1926—1935 роках — на відповідальній партійній і господарській роботі: завідувач організаційно-інструкторського відділу Сквирського районного комітету КП(б)У Київщини; начальник політичного відділу Корюківської машинно-тракторної станції Чернігівської області.
У 1935—1939 роках — 1-й секретар Шалигінського районного комітету КП(б)У Чернігівської області; 1-й секретар Семенівського районного комітету КП(б)У Чернігівської області.
У 1939 — лютому 1949 року — заступник голови виконавчого комітету Чернігівської обласної ради депутатів трудящих.
Учасник німецько-радянської війни із 1941 року. У 1941 році був обраний членом Чернігівського підпільного обласного комітету КП(б)У. Потім — заступник командира Чернігівського обласного партизанського з'єднання Олексія Федорова, займався матеріально-технічним забезпеченням партизанів і підпільників.
У лютому 1949 — 19 серпня 1950 року — голова виконавчого комітету Чернігівської обласної ради депутатів трудящих.
Був похований у сквері імені Попудренка в центральній частині міста Чернігові. У липні 2017 року перепохований на Чернігівському міському цвинтарі.

## Нагороди
- орден Трудового Червоного Прапора (23.01.1948)
- орден Червоного Прапора (1.03.1943)
- орден Червоної Зірки
- Медаль «Партизанові Вітчизняної війни» 1-го ст.
- медалі